# À la croisée des mondes : La Boussole d'or
Pour plus de détails, voir Fiche technique et Distribution.
À la croisée des mondes : La Boussole d'or (His Dark Materials: The Golden Compass) est un film fantastique anglo-américain réalisé par Chris Weitz, sorti en 2007.
Ce film est l'adaptation du roman Les Royaumes du Nord, qui est le premier tome de la trilogie À la croisée des mondes écrite par Philip Pullman. Il devait s'agir au départ d'une trilogie cinématographique et une suite était à l'écriture quand le projet a été abandonné en raison du relatif échec commercial du film.
De 2019 à 2022, la trilogie de Philip Pullman est reprise sous forme d'une série télévisée par BBC One et HBO.

## Synopsis
Lyra Belacqua (Dakota Blue Richards) est une fillette espiègle, élevée tant bien que mal au milieu des Érudits du prestigieux Jordan College d'Oxford. Elle parvient à empêcher l'empoisonnement de son impressionnant et puissant oncle, Lord Asriel (Daniel Craig), elle assiste ensuite secrètement à un exposé plein de mystères sur le Grand Nord, qu'il donne aux Érudits.
Bientôt, partout dans la région, des enfants commencent à disparaître. Lorsque son meilleur ami,
Roger (Ben Walker) est lui aussi victime de ces mystérieux "Enfourneurs", Lyra et son dæmon Pantalaimon décident d'agir. Elle suivra l'envoûtante et mystérieuse Marisa Coulter (Nicole Kidman), qui lui a promis de l'emmener avec elle dans l'exaltant Grand Nord, après avoir reçu, des mains du Maître de Jordan College, cette étrange boussole indéchiffrable appelée « aléthiomètre ». Mais lorsque la fillette découvre que les ambitions de cette femme sont bien différentes, elle s'enfuit. Elle sera recueillie par les Gitans, menés par le fier Lord Faa  (Jim Carter), et hébergée par la vigoureuse Ma Costa (Clare Higgins). Ces derniers se dirigent eux aussi vers le Grand Nord, afin de délivrer leurs enfants enlevés, emprisonnés là-bas, pour servir à d'obscures et inquiétantes expériences.
Dans le Grand Nord, elle fera la connaissance d'étranges et stupéfiants personnages et peuplades. Les Sorcières, comme Serafina Pekkala (Eva Green), un aéronaute (Sam Elliott), ou ces effrayants Panserbjørnes, ours en armure, tel le farouche Iorek Byrnison, auquel Lyra s'attachera rapidement. Au terme de multiples péripéties et dangers, ce qu'elle découvrira aura de quoi tour à tour la mortifier, la terrifier, la révolter, mais aussi l'enivrer et l'enthousiasmer. Et finalement la pousser à vivre ses désirs d'aventure et d'exploration, et à se diriger, lentement mais sûrement, à travers le premier opus de cette trilogie, vers le Destin auquel elle est vouée.

## Fiche technique
- Titre : À la croisée des mondes : La Boussole d'or
- Titre original : His Dark Materials: The Golden Compass
- Réalisation : Chris Weitz
- Scénario : Chris Weitz d'après le roman de Philip Pullman À la croisée des mondes
- Musique : Alexandre Desplat
- Production : Deborah Forte (Scholastic Entertainment)
- Directrices du casting : Fiona Weir et Lucy Bevan
- Supervisatrice post-production : Sara Romilly
- Montage : Anne V. Coates, Peter Honess
- Photographie : Henry Braham
- Concepteur artistique : Craig Mullins
- Conception des costumes : Ruth Myers
- Compositeur digital : Jim Steel
- Coordinateur cascades : Monty L. Simons
- Superviseur effets spéciaux : Nick Davis
- Chanson du générique de fin Lyra : Kate Bush
- Pays de production :  Royaume-Uni,  États-Unis
- Budget : 180 000 000 $US
- Genre : Fantastique, aventure
- Durée : 113 minutes
- Dates de sortie :
  - Royaume-Uni : 27 novembre 2007 (Londres, première)
  - en salles :
    - Belgique ; France ; Royaume-Uni : 5 décembre 2007
    - Canada ; États-Unis : 7 décembre 2007

## Distribution
- Dakota Blue Richards (VF : Camille Donda) : Lyra Belacqua
- Daniel Craig (VF : Éric Herson-Macarel) : Lord Asriel
- Nicole Kidman (VF : Danièle Douet[2]) : Marisa Coulter
- Freddie Highmore (VF : Donald Reignoux) : Pantalaimon (voix)
- Eva Green (VF : elle-même) : Serafina Pekkala
- Ben Walker : Roger Parslow
- Sam Elliott (VF : Bernard Tiphaine) : Lee Scoresby
- Ian McKellen (VF : Jean Piat) : Iorek Byrnison (voix)
- Kristin Scott Thomas : Stelmaria
- Jim Carter (VF : Richard Darbois) : John Faa
- Clare Higgins : Ma Costa
- Tom Courtenay (VF : Féodor Atkine) : Farder Coram
- Ian McShane (VF : Philippe Catoire) : Ragnar Sturlusson (Iofur Raknison dans le livre, voix)
- Steven Loton : Tony Costa
- Simon McBurney : Fra Pavel
- Jack Shepherd (en) (VF : Michel Ruhl) : le Maître
- Elliot Cowan : le commandant
- Charlie Rowe : Billy Costa
- Derek Jacobi : L'émissaire du Magisterium
- Christopher Lee : Premier haut conseiller

Précisions : Philip Pullman tenait absolument à ce que Nicole Kidman tienne le rôle de Mme Coulter, ce qui a été obtenu, mais il souhaitait également que Samuel L. Jackson interprète le rôle de Lee Scoresby. Le film signe la deuxième collaboration devant l'écran entre Eva Green et Daniel Craig, après Casino Royale.

## Production

### Tournage
Le tournage du film s'est déroulé du 4 septembre 2006 jusqu'en janvier 2007, principalement aux studios de Shepperton, avec des séquences supplémentaires tournées en Norvège (Svalbard, Bergen) et en Suisse. Le tournage a également eu lieu au Old Royal Naval College de Greenwich, qui représente alors le siège du Magisterium, à la Chiswick House, qui représente la demeure de Mrs. Coulter, ainsi qu'à Oxford, notamment à Radcliffe Square, Christ Church, Exeter College et Queen's College. D'autres scènes ont été tournées à Chatham et à la Hedsor House dans le Buckinghamshire.

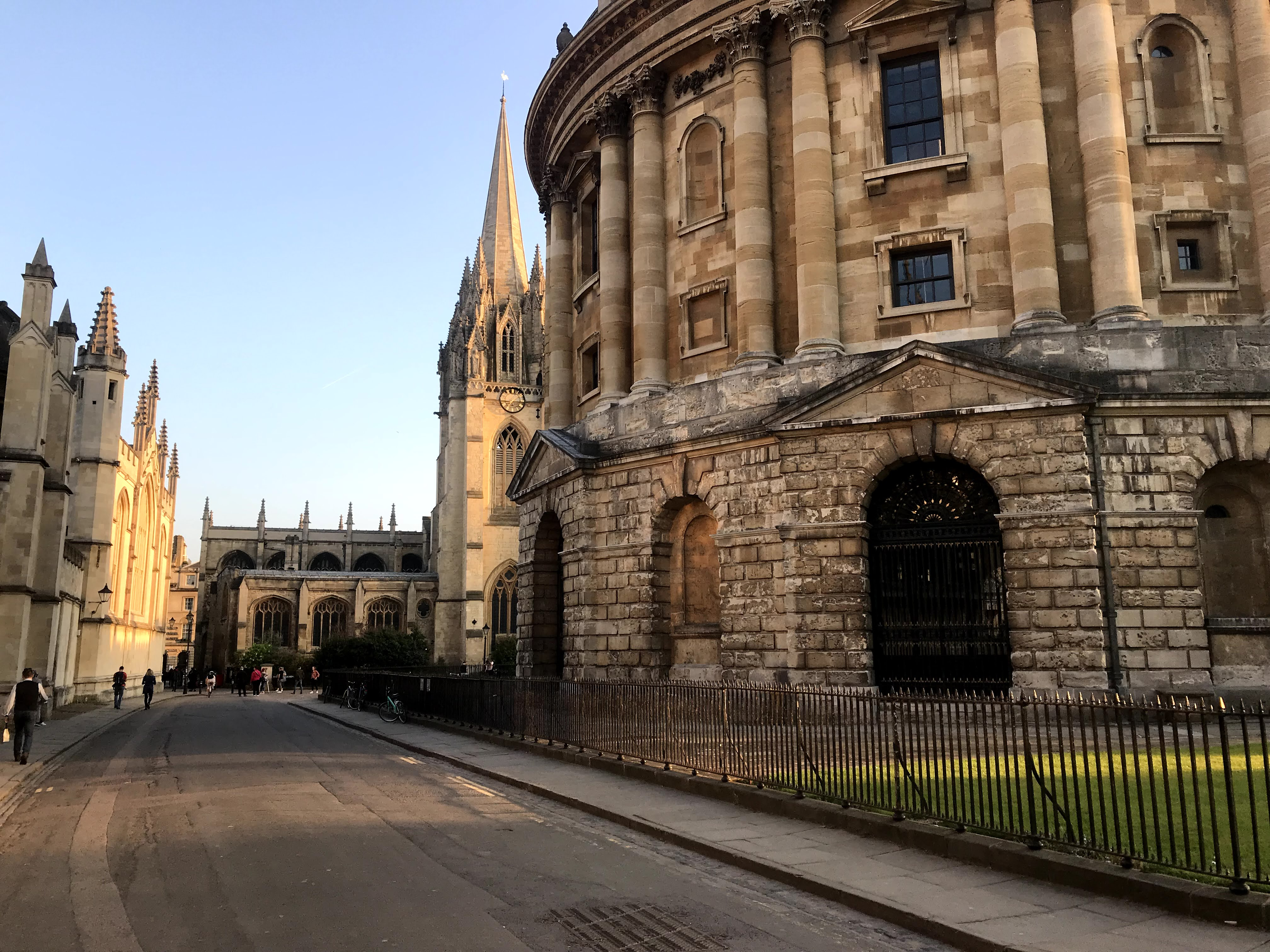
Radcliffe Square, aperçu dans l'introduction du film.
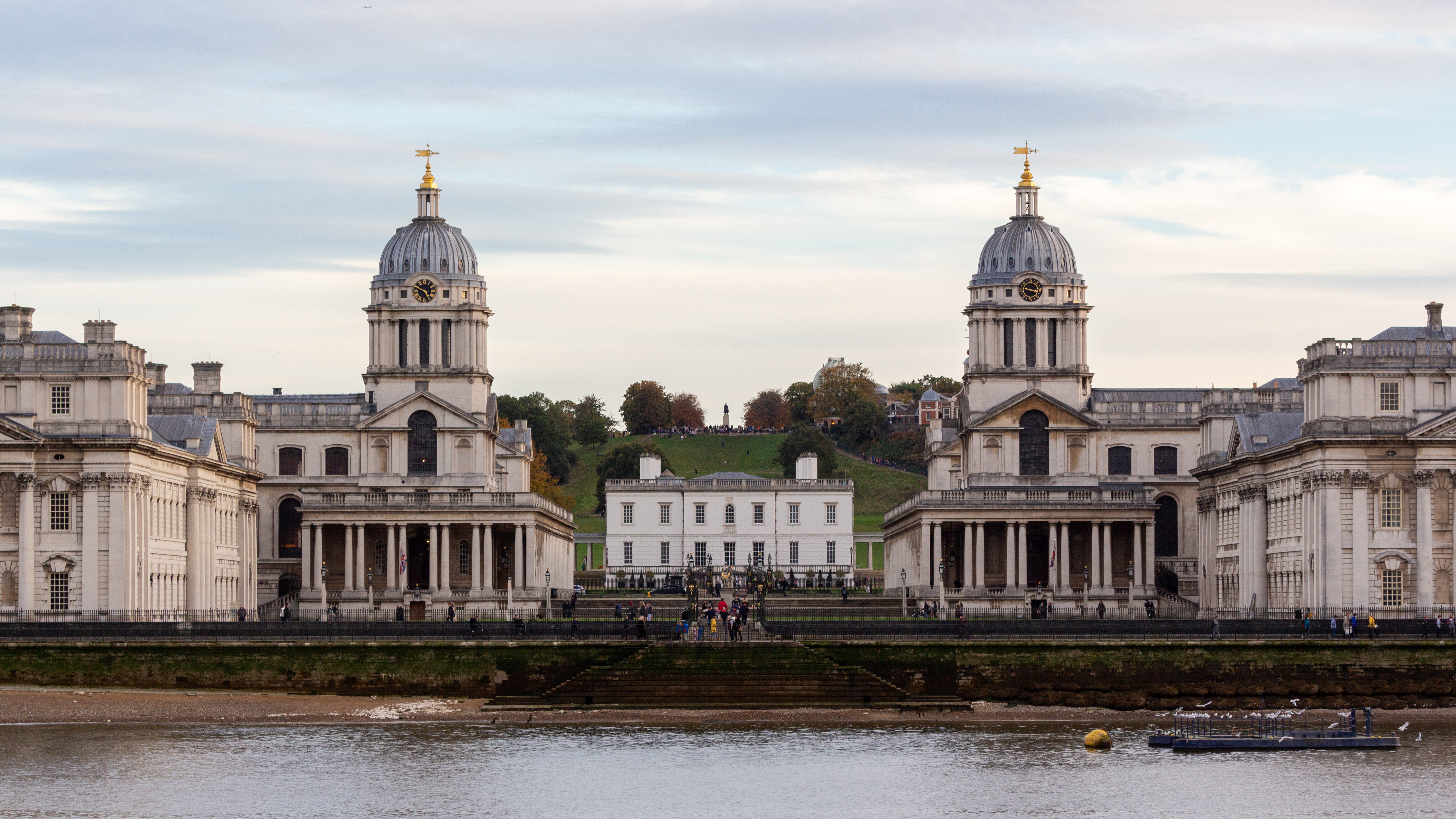
L'Old Royal Naval College, qui sert de décor extérieur au siège du Magisterium.
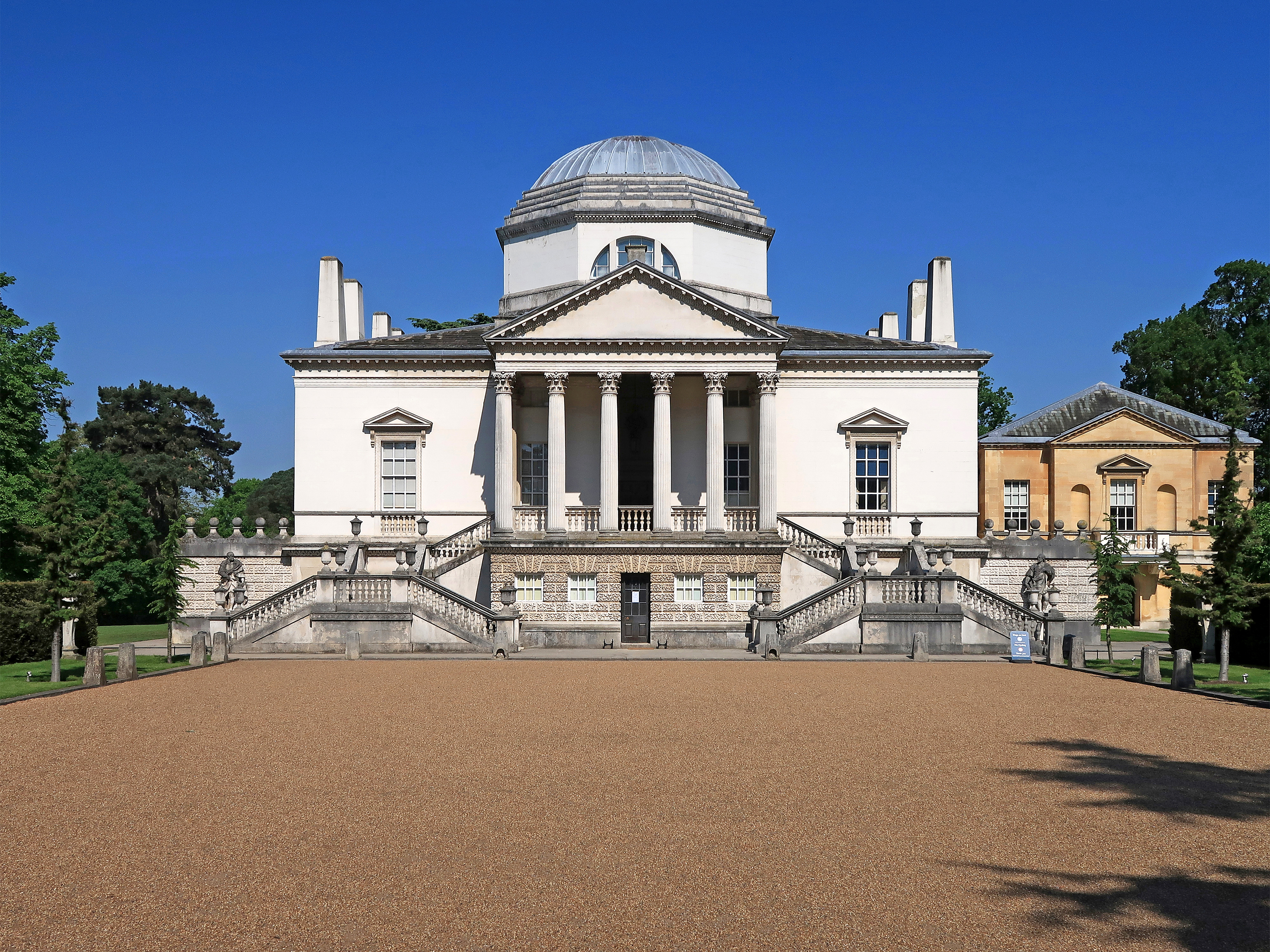
Chiswick House, qui représente la demeure de Mrs. Coulter.

### Musique
Singles
1. Lyra (Kate Bush)
Sortie : 2007

La musique du film est composée par Alexandre Desplat. L'album paraît le 22 janvier 2008 sous le label New Line Records (WaterTower Music), avec 25 titres,. La chanson du générique de fin, Lyra, est écrite et interprétée par Kate Bush.
| 1.  | The Golden Compass                     | 2:20 |
| 2.  | Sky Ferry                              | 2:42 |
| 3.  | Letters from Bolvangar                 | 2:31 |
| 4.  | Lyra, Roger and Billy                  | 1:27 |
| 5.  | Mrs Coulter                            | 5:18 |
| 6.  | Lyra Escapes                           | 3:42 |
| 7.  | The Magisterium                        | 1:57 |
| 8.  | Dust                                   | 1:08 |
| 9.  | Serafina Pekkala                       | 1:48 |
| 10. | Lee Scoresby's Airship Adventure       | 1:18 |
| 11. | Iorek Byrnison                         | 5:26 |
| 12. | Lord Faa, King the Gyptians            | 2:17 |
| 13. | The Golden Monkey                      | 2:02 |
| 14. | Riding Iorek                           | 4:39 |
| 15. | Samoyed Attack                         | 1:21 |
| 16. | Lord Asriel                            | 2:08 |
| 17. | Ragnar Sturlusson                      | 6:19 |
| 18. | Ice Bear Combat                        | 2:15 |
| 19. | Iorek's Victory                        | 1:27 |
| 20. | The Ice Bridge                         | 1:31 |
| 21. | Rescuing the Children                  | 2:18 |
| 22. | Intercision                            | 2:48 |
| 23. | Mother                                 | 3:34 |
| 24. | Battle with the Tartars                | 4:29 |
| 25. | Epilogue                               | 3:32 |
| 26. | Lyra (écrite et chantée par Kate Bush) | 3:18 |

## Accueil

### Box-office
| Pays                  | Box-office        | Nbre de sem. | Classement 2007 | Date          |
| --------------------- | ----------------- | ------------ | --------------- | ------------- |
| Box-office Mondial    | 372 234 864 USD   | 13 sem.      | -               | au 6/03/2008  |
| Box-office États-Unis | 70 107 728 USD    | 13 sem.      | 39e             | au 6/03/2008  |
| Box-office France     | 2 940 084 entrées | 8 sem.       | 9e              | au 29/01/2008 |

### Controverses
Ce film est tiré d'une série de livres écrits par l'auteur anglais Philip Pullman : la trilogie critique durement le culte public, en particulier celui de l'Église catholique romaine. Dans ces livres, la nuisance principale évoquée est le Magistère de l'Église élaboré par les cardinaux et le pape.
La version cinématographique a considérablement atténué le contenu anticlérical originel, ce qui a réjoui la Catholic League aux États-Unis, et inversement suscité les protestations des fans du roman. Il s'agit d'une superproduction qui s'adresse principalement aux enfants et est classée comme un film familial. L'histoire est présentée de manière innocente, avec des effets spéciaux spectaculaires, sous la forme d'un conte.
L'inquiétude des détracteurs porte sur le lien avec les livres : « Les histoires de Pullman sont un moyen pour lui de communiquer ce qu'il pense de l'Église chrétienne, des doctrines chrétiennes et de la morale chrétienne. Son hostilité devient explicite au fur et à mesure que la série progresse, certains des éléments les plus anti-chrétiens émergeant dans les derniers livres. Ce n'est pas une série que nous voulons prendre à la légère » indique l'apologiste Anthony Horvath. Les enfants qui auront apprécié le film seront probablement tentés ensuite de lire les livres (et probablement acheter toute la série). Il rappelle que la série raconte l'histoire d'une fillette sujette d'une prophétie qu'elle doit accomplir dans la plus grande ignorance et qui s'apparenterait à une nouvelle tentation comme Ève qui pourrait mettre fin à l'Église − ici tyrannique.

## Distinctions

### Récompenses
- 80e cérémonie des Oscars (2008) :
  - Meilleurs effets visuels pour Michael Fink, Bill Westenhofer, Ben Morris et Trevor Wood[11].

- 61e cérémonie des British Academy Film Awards (2008) :
  - Meilleurs effets visuels[12].

### Nominations
- 13e cérémonie des Critics Choice Movie Awards (2008)[13] :
  - Meilleure jeune actrice pour Dakota Blue Richards dans le rôle de Lyra Belacqua ;
  - Meilleur film de famille.

- 12e cérémonie des Satellite Awards (2007)[14] :
  - Meilleure photographie ;
  - Meilleur son ;
  - Meilleurs effets visuels ;
  - Meilleure chanson originale pour Lyra, interprétée par Kate Bush ;
  - Meilleur film d'animation ;

## Futur

### Une suite avortée:À la croisée des mondes: La Tour des anges
À la Croisée des mondes : La Tour des Anges (His Dark Materials : The Subtle Knife) est un projet de film américain, dont la sortie était initialement prévue pour 2009 et dont le projet a été abandonné par ses producteurs en 2008. Il devait être réalisé par Chris Weitz.
L'auteur, Philip Pullman, a déclaré que s'il avait fait l'éloge en public du script de Chris Weitz pour l'adaptation du premier volet de la trilogie, il portait plus encore d'estime au travail d'Hossein Amini sur le script de ce second volet[réf. nécessaire].
Au vu des recettes insuffisantes qu'a faites le premier film sur le sol américain, l'adaptation du second tome a été abandonnée par New Line.
Philip Pullman, Eva Green et Daniel Craig ont ensuite confirmé que les chances de voir l'adaptation de La Tour des Anges dans un futur proche étaient quasiment nulles.

#### Fiche technique prévue
- Date de sortie : Annulée
- Année de production : 2009
- Titre original : His Dark Materials : The Subtle Knife
- Réalisateur : Chris Weitz
- Scénario : Hossein Amini d'après le roman de Philip Pullman
- Genre : Fantastique, Aventure

#### Distribution envisagée
- Dakota Blue Richards : Lyra Belacqua
- Daniel Craig : Lord Asriel
- Nicole Kidman : Marisa Coulter
- Eva Green : Serafina Pekkala

### Rebooten série télévisée
Entre 2019 et 2022, une nouvelle adaptation télévisuelle en trois saisons de la trilogie littéraire est diffusée, produite pour HBO et la BBC. Philip Pullman en est producteur tout comme New Line Cinema, qui était déjà producteur du film. Elle est adaptée par Jack Thorne.